# Гуарі (вітрило)

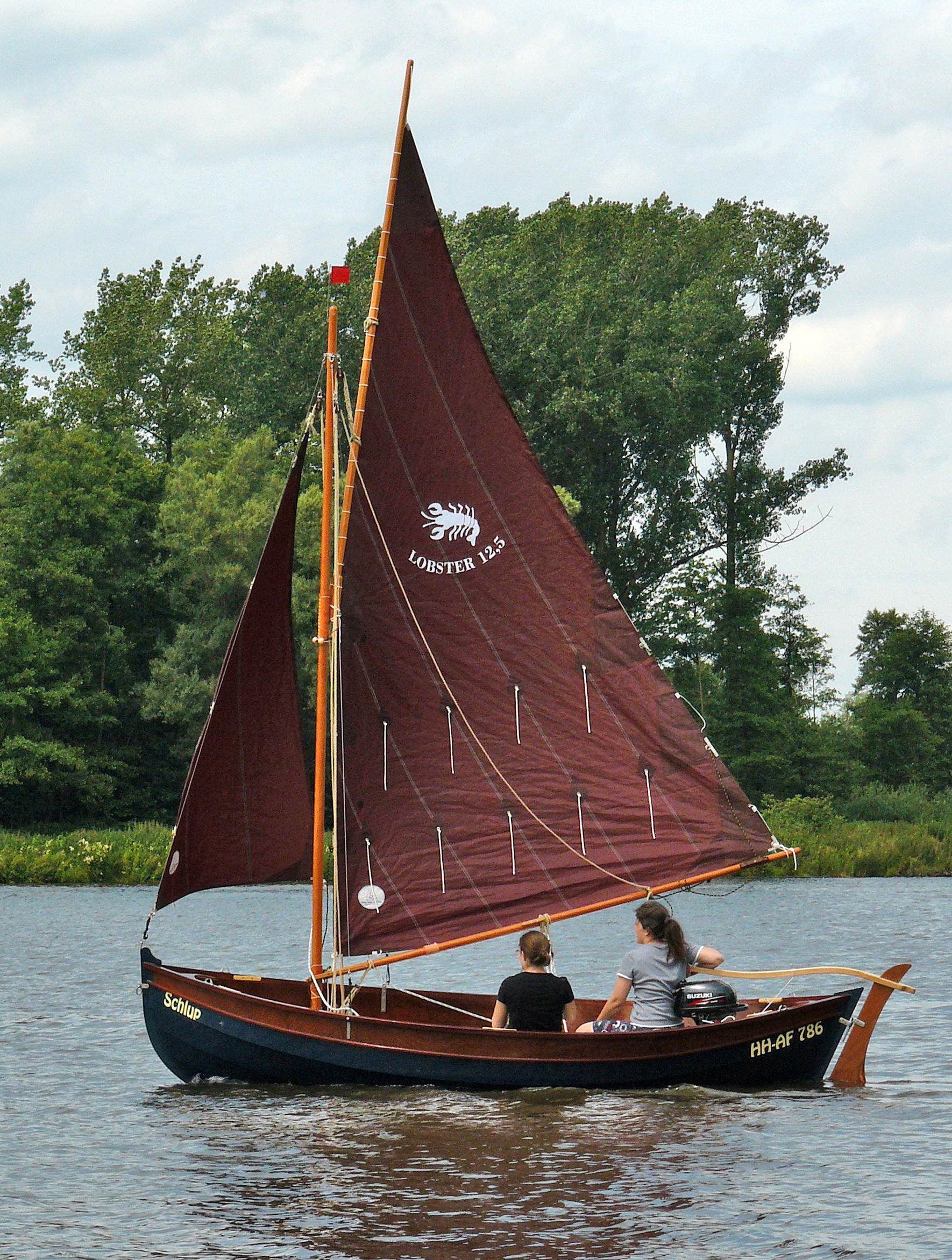
Вітрило гуарі з двома рифами

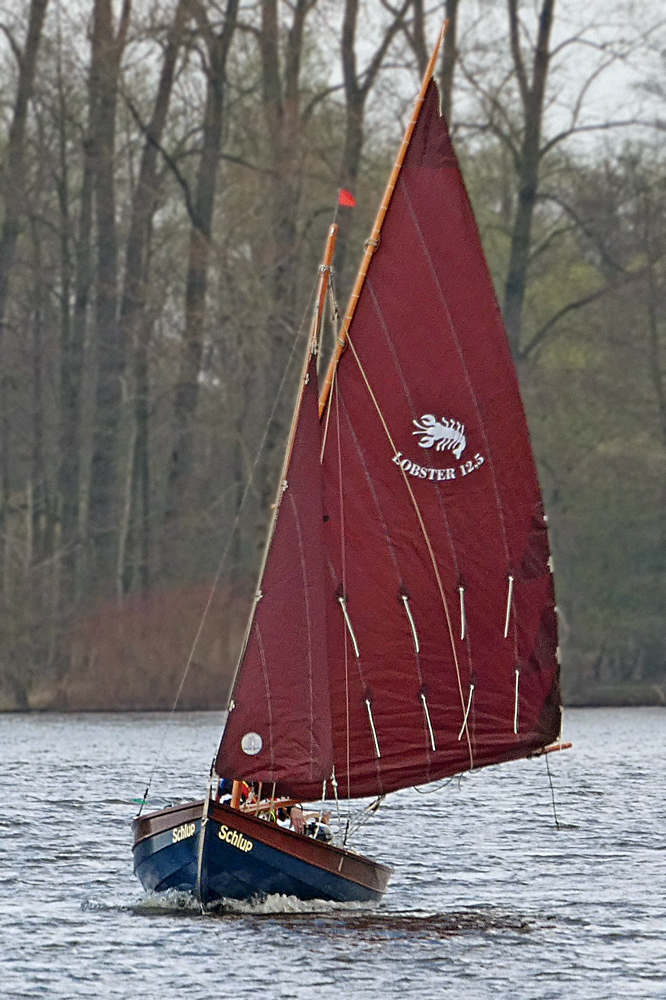
Вітрило гуарі спереду

Гуарі́ (фр. houari) — тип косого вітрильного озброєння. Передня шкаторина вітрила кріпиться до щогли, верхня — до гафеля, нижня — до гіка. Вітрило гуарі має схожість з гафельним вітрилом, але його гафель встановлюється під більшим кутом до щогли (доходячи майже до 180°, що робить його схожим на бермудське):38. Можливо, гуарі розвинулося зі стоячого люгерного вітрила: шляхом збільшення кута підйому рейка (в англійській мові гуарі іноді називають gunter lug — «люгерне-гуарі»).

## Опис
Походження назви вітрила пов'язане з «гуарі» — невеликими суднами з двома щоглами і бушпритом, поширеними на острівцях і річках Середземномор'я. Вони мали латинське озброєння і висувні стеньги. У німецькій мові гуарі називається Steilgaffel («крутий гафель»).
Вітрило гуарі використовується зазвичай на малих вітрильниках. Важливою його перевагою є те, що коротша (порівняно з бермудською) знімна щогла зручніша для укладання вздовж човна, разом з гіком і гафелем. Якості гуарі для ходу на гострих курсах наближаються до таких у бермудського вітрила:38:91. Гуарі іноді застосовується на промислових човнах (наприклад, на вельботах на Азорських островах, а також його часто можна побачити на вельботах ВМФ США), але переважно на відпочивальних:70.
Існують два різновиди вітрила гуарі: так зване «ковзне» (англ. sliding gunter), на якому використовується одинарний фал, та «складане» (folding gunter) з подвійним фалом. Перше дуже схоже на бермудське: його гафель (слайдинг-гентер) підіймається на гарделі вертикально, граючи таким чином, роль стеньги для подовження щогли. Фіксація гафеля-стеньги до щогли здійснюється двома залізними кільцями (ракс-бугелями). У другого варіанта нахил гафеля може змінюватися за допомогою подвійного фала (гарделя і дирик-фала).